# Instandhouding (bouw)
Instandhouding is het totaal aan activiteiten om een (gedeelte van een) gebouw te behouden, gegeven de huidige staat waar het zich in bevindt. Instandhouding heeft daarmee een relatie met onderhoud. Het verschil tussen beide is dat onderhoud toeziet op het behouden van een gebouw per direct én op de lange termijn voor de totale functionaliteit. Instandhouding is uitsluitend de uitvoering van dat onderhoud dat per direct toeziet op het conserveren van slechts een deel van het gebouw waardoor een gebouw beperkt functioneel blijft. Instandhouding wordt veelal toegepast bij monumenten (voor alleen het deel van het gebouw dat tot de monumentenstatus behoort). Omdat er slecht beperkt middelen beschikbaar zijn voor het zogenaamde onderhoud aan monumenten wordt uitsluitend het minimale uitgevoerd ten behoeve van de instandhouding van deze gebouwen. Daarnaast wordt instandhouding toegepast bij gebouwen die op (korte) termijn worden gesloopt of gerenoveerd. Onderhoud aan deze gebouwen zou te veel kosten en leiden tot kapitaalvernietiging, waardoor instandhouding meer van toepassing is.

## Instandhouding als borging van een prestatie
Instandhouding is vaak het minimale aan onderhoud ten behoeve van uitsluitend het behoud van een (deel van een) gebouw, gegeven de huidige status die behouden moet blijven voor een bepaalde duur. Instandhouding (en de partijen die daar aan werken) ziet dus toe op de borging van een bepaalde vastgesteld kwaliteitsniveau teneinde het gebouw te kunnen blijven gebruiken.